# The Cardinall's Musick
The Cardinall's Musick es un grupo británico especializado en música renacentista fundado, en 1989, por su director y cantante Andrew Carwood y por el musicólogo David Skinner. El nombre del conjunto alude al cardenal inglés del siglo XV Thomas Wolsey.
Son conocidos sobre todo por sus interpretaciones de polifonía de compositores renacentistas ingleses como Robert Fayrfax, Nicholas Ludford, John Merbecke, William Cornysh, Thomas Tallis y William Byrd. De los dos primeros han grabado todas sus obras en varios discos. De William Byrd están grabando actualmente The Byrd Edition con todas sus obras, y llevan publicados 13 volúmenes hasta la fecha. Además han grabado obras de otros compositores renacentistas europeos como Lasso, Palestrina, Victoria y H. Praetorius.

## Discografía
Las grabaciones que vienen a continuación se han ordenado por la fecha en que fueron publicadas:
- 1993 - Ludford:[5] Missa Videte miraculum / Ave cuius conceptio. ASV/Gaudeamus[1] CD GAU 131.
- 1993 - Ludford: Missa Benedicta et venerabilis / Magnificat[8] Benedicta. ASV/Gaudeamus CD GAU 132
- 1994 - Ludford: Missa Christi virgo dilectissima / Domine Ihesu Christe. ASV/Gaudeamus CD GAU 133
- 1994 - Ludford: Missa Lapidaverunt Stephanum / Ave Maria ancilla trinitatis. ASV/Gaudeamus CD GAU 140
- 1995 - Fayrfax:[4] Missa O quam glorifica / Ave Dei patris filia. ASV/Gaudeamus CD GAU 142.
- 1995 - Fayrfax: Missa Tecum principium / Maria plena virtute. ASV/Gaudeamus CD GAU 145.
- 1996 - Merbecke:[6] Missa Per arma iustitie.[9] ASV/Gaudeamus CD GAU 148.
- 1996 - Fayrfax: Missa Albanus / O Maria Deo gratia / Eterne laudis lilium. ASV/Gaudeamus CD GAU 160
- 1997 - William Cornysh:[7] Latin Church Music. ASV/Gaudeamus CD GAU 164.
- 1997 - The Byrd Edition 1. Early Latin Church Music / Propers for Lady Mass in Advent. ASV/Gaudeamus CD GAU 170.
- 1998 - The Byrd Edition 2. Early Latin Church Music / Propers for Christmas Day. ASV/Gaudeamus CD GAU 178.
- 1998 - Fayrfax: Missa O bone Ihesu / Salve regina / Magnificat O bone Ihesu. ASV/Gaudeamus CD GAU 184.
- 1999 - The Byrd Edition 3. Early Latin Church Music / Propers for Epiphany. ASV/Gaudeamus CD GAU 179
- 1999 - Fayrfax: Missa Regali ex progenie / Lauda vivi Alpha et O / Magnificat Regali. ASV/Gaudeamus CD GAU 185
- 1999 - The Byrd Edition 4. Cantiones quae ab argumento sacrae vocantur. ASV/Gaudeamus CD GAU 197
- 1999 - Victoria: Missa Gaudeamus. ASV/Gaudeamus CD GAU 198
- 2000 - Music at All Souls, Oxford. The Lancastrians to the Tudors. ASV/Gaudeamus CD GAU 196.
- 2000 - The Byrd Edition 5. The Three Masses. ASV/Gaudeamus CD GAU 206.
- 2001 - The Byrd Edition 6. Music for Holy Week and Easter. ASV/Gaudeamus CD GAU 214
- 2001 - The Byrd Edition 7. Cantiones Sacrae 1589 / Propers for Lady Mass. ASV/Gaudeamus CD GAU 224
- 2002 - The Byrd Edition 8. Cantiones Sacrae 1589 / Propers for the Purification. ASV/Gaudeamus CD GAU 309
- 2003 - Palestrina: Stabat Mater. ASV/Gaudeamus CD GAU 333
- 2004 - Lassus: Missa Surge Propera / Motets. ASV/Gaudeamus CD GAU 310
- 2004 - The Byrd Edition 9. O Sacrum Convivium: Propers for Ascension, Pentecost and Corpus Christi. Gaudeamus CD GAU 332
- 2005 - Thomas Tallis: Gaude gloriosa. Hyperion CDA 67548.
- 2006 - The Byrd Edition 10. Laudibus in sanctis - Cantiones Sacrae, 1591. Hyperion CDA 67568
- 2008 - Hieronymus Praetorius: Magnificats & motets. Hyperion CDA 67669
- 2009 - The Byrd Edition 11. Hodie Simon Petrus. Hyperion CDA 67653
- 2009 - The Byrd Edition 12. Assumpta est Maria. Hyperion CDA 67675
- 2009 - The Byrd Edition 13. Infelix ego.[10] Hyperion CDA 67779

Recopilaciones:
- 1995 - Ludford: The Festal Masses. ASV/Gaudeamus CD GAU 426 (4 CD)
- 2001 - Fayrfax: The Masses. ASV/Gaudeamus CD GAU 353 (3 CD)